# Mejorada del Campo
Mejorada del Campo är en kommun i Spanien. Den ligger i den autonoma regionen Madrid, i den centrala delen av landet, 19 km öster om huvudstaden Madrid. Antalet invånare är 24 659 (2024).